# Ain Maatouf
Ain Maatouf (àrab عين معطوف) és una comuna rural de la província de Taounate de la regió de Fes-Meknès. Segons el cens de 2014 tenia una població total de 10.104 persones.